# Anna Fischerström
Anna Charlotta Fischerström, född 1854, död 1914, var en svensk lärare och skolgrundare. 
Anna Fischerström föddes in i en militärfamilj den 26 september 1854. Hon var dotter till kaptenlöjtnanten vid flottan Claes August Fischerström (1826–59) och Louise Hubendick. Fischerström var således bl.a. systerdotter till Carl Jacob Hubendick och Betty Hubendick-Fürst, halvsyster till Thorvald Fürst, dubbelkusin till Carl Magnus Fürst samt kusin till Ludvig Andreas Hubendick.
Hon grundade Fischerströmska skolan i Karlskrona 1882 och var dess föreståndare 1882-1896, fram till att skolan omvandlades till Karlskrona högre läroverk för flickor.